# On the Corner
| 전문가 평가                         | 전문가 평가 |
| 평가 점수                           | 평가 점수   |
| 출처                                | 점수        |
| ----------------------------------- | ----------- |
| AllMusic                            | [ 2 ]       |
| Alternative Press                   | 4/5         |
| Christgau's Record Guide            | B+          |
| Down Beat                           | [ 5 ]       |
| Encyclopedia of Popular Music       | [ 6 ]       |
| MusicHound Jazz                     | 4/5         |
| The Penguin Guide to Jazz           | [ 8 ]       |
| The Rolling Stone Album Guide       | [ 9 ]       |
| The Rolling Stone Jazz Record Guide | [ 10 ]      |
| Tom Hull – on the Web               | B+          |

《On the Corner》는 미국의 재즈 트럼펫 연주자, 밴드 리더, 작곡가 마일스 데이비스의 스튜디오 음반이다. 1972년 6월과 7월에 녹음되어 같은 해 10월 11일에 컬럼비아 레코드에 의해 발매되었다. 이 음반은 데이비스의 재즈 퓨전 탐구를 이어갔고 펑크 음악가 슬라이 스톤과 제임스 브라운의 영향, 카를하인츠 슈토크하우젠의 실험 음악, 작곡가 폴 벅마스터의 아이디어, 그리고 오넷 콜먼의 프리 재즈를 노골적으로 끌어냈다.
이 음반의 녹음 세션에서는 데이비스가 트럼펫보다 더 두드러지게 전자 오르간을 연주하면서 베이시스트 마이클 헨더슨, 기타리스트 존 맥러플린, 키보디스트 허비 행콕을 포함한 음악가들의 변화된 라인업이 특징이었다. 그 후, 프로듀서 테오 마세로의 테이프 편집 기술을 사용해 세션의 다양한 테이프가 스플라이스 되었다. 이 음반의 패키징은 어떤 음악가도 믿지 못했는데, 이는 비평가들에게 악기의 인지도를 떨어뜨리려는 시도였다. 그 작품은 코키 맥코이의 도시 흑인 캐릭터 만화 디자인을 특징으로 한다.
《On the Corner》는 부분적으로 펑크와 로큰롤을 위해 재즈를 떠난 젊은 흑인 관객들에게 다가가기 위한 데이비스의 노력이었다. 대신 컬럼비아의 타겟 마케팅 부족 덕분에 데이비스의 가장 많이 팔린 음반 중 하나였고 발매 당시 재즈 평론가들로부터 조롱을 받았다. 이 음반은 완성된 작품으로 여겨지는 데이비스의 1970년대 마지막 스튜디오 음반이 될 것이다. 그 후 그는 1975년에 일시적으로 음악에서 은퇴하기 전에 무작위로 녹음하고 대신 라이브 공연에 집중했다.
시간이 지남에 따라 《On the Corner》의 비판적 지위는 극적으로 향상되었다. 재즈계 밖의 많은 사람들은 나중에 이것을 혁신적인 음악 표현이라고 불렀고 펑크, 재즈, 포스트 펑크, 일렉트로니카, 힙합의 선구자라고 불렀다. 2007년, 《On the Corner》는 6장의 디스크 박스 세트 《The Complete On the Corner Sessions》의 일부로 재발행되어 이전의 멀티 디스크 데이비스의 재발행에 합류했다.

## 배경
1960년대 후반 퓨전으로의 전환과 《Bitches Brew》 (1970년)와 《Jack Johnson》 (1971년)과 같은 록과 펑크의 영향을 받은 음반의 발매에 이어, 마일스 데이비스는 재즈계로부터 상당한 비판을 받았다. 비평가들은 그의 최근 음반들이 그의 기준으로는 상업적으로 성공하지 못했지만, 그의 재능을 버리고 상업적인 트렌드에 영합하고 있다고 비난했다. 허비 행콕, 세실 테일러, 그리고 길 에번스와 같은 다른 재즈 동시대인들은 데이비스를 옹호했다. 후자는 "재즈는 사람들이 어떤 춤을 추든 항상 그 시대의 리듬을 사용했다"고 말했다. 1972년 초, 데이비스는 《On the Corner》를 슬라이 앤 더 패밀리 스톤과 제임스 브라운의 그루브 기반의 음악을 위해 재즈를 대부분 포기했던 젊은 흑인 관객들과 다시 연결하려는 시도로 생각하기 시작했다.

## 커버 아트
음반 커버에는 매춘부, 동성애자, 활동가, 위노, 마약상을 포함한 빈민가의 캐리커처를 묘사한 만화가 코키 맥코이의 삽화가 실렸다. 이 포장에는 데이비스의 스타일화된 사진 한 장만 포함되어 있었고, 원래 음악가 크레딧 없이 공개되었기 때문에 어떤 뮤지션이 음반에 등장했는지에 대한 혼란이 계속되고 있다. 데이비스는 나중에 고의로 이렇게 한 것을 인정했다. "그래서 《On the Corner》에 이름을 올리지 않았으니 이제 비평가들은 '이 악기는 뭐야, 이건 뭐야?'라고 말할 수밖에 없어요. 더 이상 내 사진 음반에도 올리지 않을 거에요. 사진은 죽었고, 눈을 감으면 거기 있어요."

## 곡 목록
모든 곡들은 마일스 데이비스에 의해 작곡하였다.
| #  | 제목                                     | 재생 시간 |
| -- | ---------------------------------------- | --------- |
| 1. | 〈On the Corner〉                        | 2:58      |
| 2. | 〈New York Girl〉                        | 1:32      |
| 3. | 〈Thinkin' One Thing and Doin' Another〉 | 6:42      |
| 4. | 〈Vote for Miles〉                       | 8:45      |
| 5. | 〈Black Satin〉                          | 5:20      |

| #  | 제목              | 재생 시간 |
| -- | ----------------- | --------- |
| 1. | 〈One and One〉   | 6:09      |
| 2. | 〈Helen Butte〉   | 16:06     |
| 3. | 〈Mr. Freedom X〉 | 7:13      |